# Micha Brumlik

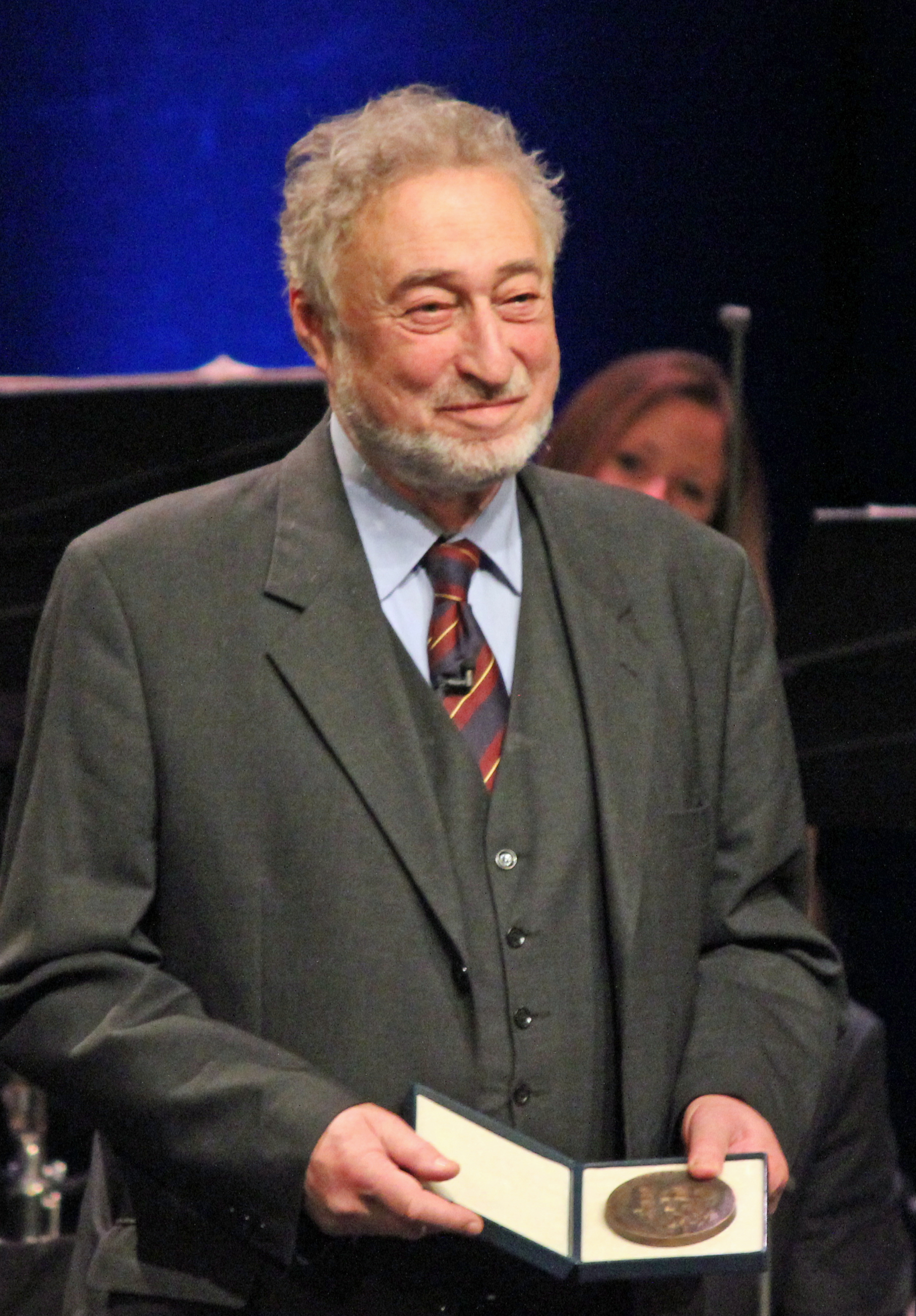
Micha Brumlik bei der Verleihung der Buber-Rosenzweig-Medaille (2016)

Micha Brumlik (* 4. November 1947 in Davos) ist ein deutscher Erziehungswissenschaftler und Publizist. Er wurde als Kind deutscher jüdischer Eltern in der Schweiz geboren und lebt seit 1952 in Deutschland. Er ist emeritierter Professor am Fachbereich Erziehungswissenschaften an der Johann Wolfgang Goethe-Universität Frankfurt am Main. Als Publizist und Gastautor diverser Zeitungen veröffentlichte er Sachbücher, Essays und Artikel zur Geschichte des Judentums und zu zeitgenössischen jüdischen Themen.

## Leben
Micha Brumlik wurde als Sohn von Josef und Recha Brumlik, die vor dem Nationalsozialismus in die Schweiz geflüchtet waren, geboren. Sein Vater war in der zionistischen Jugendbewegung aktiv gewesen und arbeitete zeit seines Lebens für verschiedene zionistische Organisationen, ohne selbst jemals in Israel gewesen zu sein. 1953 siedelte die Familie nach Frankfurt am Main über, wo Micha Brumlik das Lessing-Gymnasium besuchte. Von 1959 bis 1967 war er Mitglied einer zionistischen Jugendorganisation. Nach dem Abitur 1967 verbrachte Brumlik zwei Jahre in Israel. Er studierte Philosophie und arbeitete in einem Kibbuz. Israel erlebte er als „imperialistisches Land“ und wurde deswegen zum „Antizionisten“. 1968 trat er dort der linksradikalen Organisation Matzpen bei. Nach seiner Rückkehr nach Deutschland studierte er Pädagogik, Philosophie und Soziologie in Frankfurt am Main. 1973 schloss er das Studium mit einem Diplom in Sozialpädagogik ab. Danach war er wissenschaftlicher Assistent der Pädagogik an den Universitäten Göttingen und Mainz, promovierte 1977 im Fach Philosophie und wurde im selben Jahr Assistenzprofessor in Hamburg.
Von 1981 bis 2000 hielt er die Professur für Erziehungswissenschaft mit Schwerpunkt Sozialpädagogik an der Universität Heidelberg.
Brumlik war in Deutschland zunächst im Sozialistischen Büro und in der Frankfurter Gruppe der Föderation Neue Linke politisch aktiv, später als Mitglied von Bündnis 90/Die Grünen und als Frankfurter Stadtverordneter von 1989 bis 2001.
In der ersten Hälfte der 1980er Jahre bildete Brumlik gemeinsam mit weiteren kritischen Intellektuellen wie Dan Diner und Cilly Kugelmann die „Jüdische Gruppe Frankfurt“, die sich von konservativen Positionen der Jüdischen Gemeinde abgrenzte und die Zeitschrift Babylon gründete. Insbesondere im Kontext des Libanonkriegs 1982 bezog die Gruppe eindeutig Stellung gegen die Politik Israels gegenüber den Palästinensern und provozierte so deutschlandweit heftige innerjüdische Diskussionen. In den achtziger Jahren revidierte er, gefördert durch eine Analyse bei einem Psychoanalytiker aus Israel, seine Haltung zum Staat Israel und zur Bedeutung des Zionismus für das Judentum erneut. Seit dieser Zeit kritisiert er antisemitische Denkmuster in der politischen Kultur Deutschlands, besonders in der Linken. Anfang 1991 trat er aus der Partei der Grünen wegen deren Ablehnung von Waffenlieferungen an Israel aus.
Im Jahr 2000 übernahm er eine Professur am Institut für Allgemeine Erziehungswissenschaft der Johann Wolfgang Goethe-Universität Frankfurt am Main mit dem Schwerpunkt „Theorie der Erziehung und Bildung“. Von 2000 bis 2005 war er der Leiter des Fritz Bauer Instituts, eines Studien- und Dokumentationszentrums zur Geschichte und Wirkung des Holocaust. Im Februar 2013 wurde Brumlik pensioniert.
Im Sommer 2013 war er Gastprofessor am Dartmouth College. Seit Oktober 2013 ist Brumlik Senior Advisor am Zentrum Jüdische Studien Berlin-Brandenburg und seit 2017 Seniorprofessor an der Goethe-Universität Frankfurt am Main.
Brumlik ist Mitherausgeber der politisch-wissenschaftlichen Monatszeitschrift Blätter für deutsche und internationale Politik, des Periodikums Babylon – Beiträge zur jüdischen Gegenwart und des Magazins Jalta – Positionen zur jüdischen Gegenwart. Er war Vorsitzender der AG Juden und Christen beim Deutschen Evangelischen Kirchentag. Er kritisierte im Februar 2008 die Neuformulierung der Karfreitagsfürbitte für die Juden innerhalb der tridentinischen Messe und sagte seine Teilnahme am 97. Deutschen Katholikentag, der im Mai 2008 in Osnabrück stattfand, ab.
Er teilt sich mit weiteren prominenten Persönlichkeiten die Schirmherrschaft des 2014 gegründeten Vereins „Neuer Israel Fonds Deutschland“, der die Arbeit des New Israel Fund (NIF) zur Förderung von Zivilgesellschaft und Demokratie in Israel unterstützt.
Brumlik gehört zu den Unterzeichnern der Jerusalemer Erklärung zum Antisemitismus, die eine Neudefinition und Präzisierung des Antisemitismusbegriffs vornimmt.
Seit Dezember 2022 ist Brumlik Mitglied im PEN Berlin.
2025 erhielt Brumlik das Bundesverdienstkreuz am Bande.

## Werke (Bücher; Auswahl)
- Gemeinsam mit Petra Kunik (Hrsg.): Reichspogromnacht. Vergangenheitsbewältigung aus jüdischer Sicht. Brandes und Apsel Verlags-GmbH, Frankfurt am Main 1988, ISBN 3-925798-92-7.
- Weltrisiko Naher Osten – Moralische und politische Perspektiven in einem Konflikt ohne Ende, Junius, Hamburg 1991, ISBN 3-88506-188-0.
- Der Anti-Alt – Wider die furchtbare Friedfertigkeit, Eichborn, Frankfurt am Main 1991, ISBN 3-8218-0453-X (Reaktion und Kritik Brumliks zu einigen Veröffentlichungen des Journalisten Franz Alt).
- Die Gnostiker. Der Traum von der Selbsterlösung des Menschen, Eichborn, Frankfurt am Main 1992, ISBN 3-8218-0426-2.
  - Neuausgabe: Philo, Berlin/Wien 2004, ISBN 978-3-86572-207-2.
  - Neuausgabe: Fischer, Frankfurt am Main 2016, ISBN 978-3-596-30699-2.
- Schrift, Wort, Ikone. Wege aus dem Verbot der Bilder, Fischer Taschenbuch, Frankfurt am Main 1994, ISBN 3-596-12257-0.
  - Neuausgabe: Philo und EVA, Hamburg 2006, ISBN 978-3-86572-626-1.
- Gerechtigkeit zwischen den Generationen, Berlin Verlag, Berlin 1995, ISBN 3-8270-0175-7. (auch Büchergilde Gutenberg 1997)
- Kein Weg als Deutscher und Jude. Eine bundesrepublikanische Erfahrung, Luchterhand, München 1996, ISBN 978-3-630-87985-7.
- Deutscher Geist und Judenhass. Das Verhältnis des philosophischen Idealismus zum Judentum, Luchterhand (sl 2028), München 2000, ISBN 3-630-62028-0 (Rezensionen: Heinz Dieter Kittsteiner in NZZ, 10. Januar 2001; Martin Lüdke in: Die Zeit, 11. Januar 2001; Martin Jander in: taz, 30. Januar 2001; Peter Jacobs in: Die Welt, 17. Februar 2001)
  - 3. vollständig überarbeitete Auflage, Europäische Verlagsanstalt, Hamburg 2022, ISBN 978-3-86393-139-1.
- Vernunft und Offenbarung, Philo, Berlin / Wien 2001, ISBN 3-8257-0241-3 (Neuauflage 2014, ISBN 978-3-86393-024-0).
- Bildung und Glück. Versuch einer Theorie der Tugenden, Philo, München 2002, ISBN 3-8257-0241-3.
- C. G. Jung zur Einführung, Junius, Hamburg 2004 (Neufassung), ISBN 978-3-88506-397-1.
- Advokatorische Ethik. Zur Legitimation pädagogischer Eingriffe, Philo, Berlin / Wien 2004, ISBN 978-3-86572-346-8.
- Aus Katastrophen lernen? Grundlagen zeitgeschichtlicher Bildung in menschenrechtlicher Absicht, Philo, Berlin / Wien 2004, ISBN 978-3-86572-359-8.
- Wer Sturm sät. Die Vertreibung der Deutschen, Aufbau, Berlin 2005, ISBN 978-3-351-02580-9.
- Sigmund Freud. Der Denker des 20. Jahrhunderts, Beltz, Weinheim 2006, ISBN 978-3-407-85780-4.
- Vom Missbrauch der Disziplin. Antworten der Wissenschaft auf Bernhard Bueb, Beltz, Weinheim 2007, ISBN 978-3-407-85765-1.
- Judentum. Was stimmt? Die wichtigsten Antworten, Herder, Freiburg im Breisgau 2007, ISBN 978-3-451-05796-0.
- Wenn nicht jetzt, wann dann? Zur Zukunft des deutschen Judentums. Charlotte Knobloch, Micha Brumlik und Gesa S. Ederberg im Gespräch mit Wilfried Köpke, Herder, Freiburg im Breisgau 2007, ISBN 978-3-451-29395-5.
- mit Jürgen Micksch (Hrsg.) u. a.: Evangelisch aus fundamentalem Grund. Wie sich die EKD gegen den Islam profiliert, Lembeck, Frankfurt am Main 2007, ISBN 978-3-87476-545-9.
- Kritik des Zionismus, Europäische Verlagsanstalt, Hamburg 2007, ISBN 978-3-434-50609-6.
- Ab nach Sibirien? Wie gefährlich ist unsere Jugend?, Beltz, Weinheim 2008, ISBN 978-3-407-85873-3.
- „…ein Funke des römischen Gedankens…“: Leo Strauss’ Kritik an Hermann Cohen, Universitätsverlag Winter, Heidelberg 2008, ISBN 978-3-8253-5123-6.
- Kurze Geschichte Judentum, Verlagshaus Jacoby & Stuart, Berlin 2009, ISBN 978-3-941087-53-8.
- Kurze Geschichte in 5 Kapiteln: Frühes Christentum, Verlagshaus Jacoby & Stuart, Berlin 2010, ISBN 978-3-941787-14-8.
- mit Steffen Hagemann (Hrsg.): Autoritäres Erbe und Demokratisierung der politischen Kultur. Festschrift für Hajo Funke (= Schriftenreihe Politik und Kultur. 11). Schiler, Berlin 2010, ISBN 978-3-89930-313-1.
- Innerlich beschnittene Juden. Zu Eduard Fuchs’ „Die Juden in der Karikatur“, KVV konkret, Hamburg 2012, ISBN 978-3-930786-65-7.
- Die Gewalt des einen Gottes. Die Monotheismusdebatte zwischen Jan Assmann, Micha Brumlik, Rolf Schieder, Peter Sloterdijk und anderen. Herausgegeben von Rolf Schieder, Berlin University Press, Berlin 2014, ISBN 978-3-86280-067-4.
- Wie ein Kugelblitz? Das Rätsel der kindlichen Sexualität. In: Ilka Quindeau/Micha Brumlik (Hrsg.): Kindliche Sexualität. Weinheim, Basel 2012, ISBN 978-3-7799-1552-2.
- Messianisches Licht und Menschenwürde. Politische Theorie aus Quellen jüdischer Tradition. Nomos, Baden-Baden 2013, ISBN 978-3-8487-0102-5.
- Wann, wenn nicht jetzt? Versuch über die Gegenwart des Judentums. Neofelis Verlag, Berlin 2015, ISBN 978-3-95808-032-4.
- Demokratie und Bildung.  Neofelis Verlag, Berlin 2018, ISBN 978-3-95808-134-5.
- Preußisch, konservativ, jüdisch. Hans-Joachim Schoeps' Leben und Werk. Böhlau, Wien/Köln/Weimar 2019, ISBN 978-3-412-51501-0.
- Hegels Juden. Reformer, Sozialisten, Zionisten.  Neofelis Verlag, Berlin 2019, ISBN 978-3-95808-211-3.
- Antisemitismus. 100 Seiten. Reclam, Ditzingen/Stuttgart 2020, ISBN 978-3-15-020533-4.
- Postkolonialer Antisemitismus? Achille Mbembe, die palästinensische BDS-Bewegung und andere Aufreger. Bestandsaufnahme einer Diskussion. VSA, Hamburg 2021, ISBN 978-3-96488-112-0 (2. aktualisierte und korrigierte Auflage, Hamburg 2022, ISBN 978-3-96488-154-0).
- mit Elisa Klapheck und Susannah Heschel: Judentum. Islam. Ein neues Dialogszenario. Machloket / Streitschriften 6. Hentrich & Hentrich, Leipzig 2022, ISBN 978-3-95565-506-8.
- ad Ernst Bloch. Naturrecht und menschliche Würde. Europäische Verlagsanstalt, Hamburg 2022, ISBN 978-3-86393-134-6.
- Mitherausgeber: Nachhalle. Jalta. Positionen zur jüdischen Gegenwart Band 8, Neofelis Verlag, Berlin 2023, ISBN 978-3-95808-354-7.

## Zeitschriften (Herausgeberschaft)
- Mit Marina Chernivsky, Max Czollek, Hannah Peaceman, Anna Schapiro, Lea Wohl von Haselberg: Jalta. Positionen zur jüdischen Gegenwart. Halbjahresschrift, ab 2017 ISSN 2510-3725, Heft 1: Selbstermächtigung bis 7 Übersetzbarkeit (2020).
- Zeitschrift für Sozialpädagogik; seit 2002, gemeinsam u. a. mit Christian Niemeyer und Michael Winkler

## Auszeichnungen
- 2003: Hermann-Cohen-Medaille für Jüdische Kulturphilosophie der Hermann-Cohen-Akademie[23]
- 2016: Buber-Rosenzweig-Medaille für Verständigung zwischen Juden und Christen[24]
- 2016: Franz-Rosenzweig-Gastprofessur[25]
- 2019: Hufeland Lecture Preis der Stiftung Allgemeinmedizin

### Interviews
- Ich glaube an die Mittel der Aufklärung, Interview mit Micha Brumlik über die Aktualität des Antisemitismus in Deutschland und anderswo (Memento vom 29. September 2007 im Internet Archive)
- Gibt es einen jüdischen Antisemitismus? (12. Januar 2006 im Deutschlandfunk), Archivlink abgerufen am 3. Mai 2025
- Wann ist Kritik am Staat Israel berechtigt und wann antisemitisch? (9. Februar 2022 im Dissens Podcast)

### Kontroverse Micha Brumlik / Rolf Verleger
- Antisemitismus unter Juden? Von Micha Brumlik, taz vom 3. April 2007
- Antisemitologie Artikel von Rolf Verleger in der taz vom 12. April 2007

### Andere Veröffentlichungen
- Ein doppelter Geburtstagsgruß Hannah Arendt und den „Blättern“ gewidmet (mit Links zu weiteren Artikeln von Brumlik)
- Niemals von Schuld erlöst von Micha Brumlik, taz vom 25. Februar 2006.
- Wer lehrt die Würde des Menschen?, taz, 25. April 2009
- Religion, Würde und Menschenrecht – Eine kantianische Perspektive, in: Menschenrechte und Religion, zeitschrift für menschenrechte 1/2011, S. 42–75
- Ethische Gefühle: Liebe, Sorge und Achtung, in: Vera Moser, Inga Pinhard, Inga [Hrsg.]: Care - Wer sorgt für wen?, Barbara Budrich, Opladen u. a. 2010, S. 29–46
- Kindeswohl und advokatorische Ethik, EthikJournal 1. Jg. │ 2. Ausgabe 2013│Oktober
- Unter BDS-Verdacht: Der neue McCarthyismus, Blätter für deutsche und internationale Politik, August 2019